# Lerín
Lerín è un comune spagnolo di 1 857 abitanti situato nella comunità autonoma della Navarra.